# Jyllinge Holme
55°45′06″N 12°05′12″Ø / 55.7517°N 12.0867°Ø
Jyllinge Holme er en øgruppe af små, ubeboede holme i Roskilde Fjord. Den afgrænses af Yderste Holm og Tobaksholm i sydvest, og Lilleø i nordøst. 
Øgruppen ligger i lavt og stenfyldt farvand, og passage i selv mindre fartøjer er kun muligt i renden øst for Lilleø, som er eneste adgangsvej til Jyllinge Lystbådehavn, og i Østskovrenden vest for Yderste Holm, som mod syd løber forbi Eskilsø ned i Roskilde Bredning. Udover en højderyg på Lilleøs østside er holmene flade, og består stort set udelukkende af strandeng.

## Natur og Fugleliv
Jyllinge Holme er et vigtigt fristed og yngleområde for en lang række vand- og vadefugle, herunder måger, svaner, terner, klyder, strandskader og viber. Alene på Lilleø yngler 250-300 fuglepar hvert år. Holmene er en del af et vildtreservat i Roskilde Fjord, og som udgangspunkt er adgang på holmene forbudt i fuglenes ynglesæson.
På strandengene på de lave holme er bevoksningen lav, og består foruden græsser af bl.a. lugtløs kamille, malurt og strandasters. På Lilleø som er lidt højere er der mere tendens til kratbevoksning, men som et led i naturplejen holdes plantelivet nede ved hjælp af fåregræsning.